# Galianthe andersonii
Galianthe andersonii är en måreväxtart som beskrevs av Elsa Leonor Cabral. Galianthe andersonii ingår i släktet Galianthe och familjen måreväxter. Inga underarter finns listade i Catalogue of Life.